# Pygmaeotinea crisostomella
Pygmaeotinea crisostomella är en fjärilsart som beskrevs av Hans Georg Amsel 1957. Pygmaeotinea crisostomella ingår i släktet Pygmaeotinea och familjen säckspinnare. Inga underarter finns listade.